# Варзолово
Ва́рзолово (фин. Varsala) — деревня в Куйвозовском сельском поселении Всеволожского района Ленинградской области.

## Название
Название происходит от финского «varsala» — жеребёнок.

## История

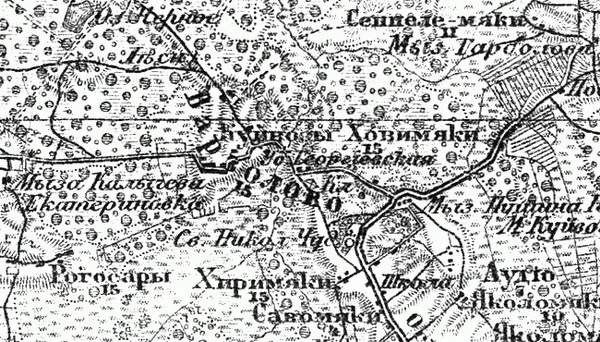
Деревня Варзолово на карте 1860 года

Согласно топографической карте Ф. Ф. Шуберта 1860 года деревня Варзолово насчитывала 15 дворов. 

ВАРЗЕЛОВО — деревня владельческая при речке Варзелове, по Хиримякской просёлочной дороге; 6 дворов, жителей 22 м. п., 24 ж. п.; (1862 год)

ВАРЗОЛОВО — деревня Куйвозовского сельского общества, при Керровской дороге, при колодцах 9 дворов, 26 м. п., 30 ж. п., всего 56 чел. (1896 год)

В конце XIX — начале XX века деревня административно относилась к Куйвозовской волости 4-го стана Санкт-Петербургского уезда Санкт-Петербургской губернии. Население деревни было однородным — финским.

ВАРЗЕЛОВО — селение Куйвозовского сельского общества Куйвозовской волости, число домохозяев — 7, наличных душ: 19 м. п., 16 ж. п.; Количество надельной земли — 48 десятин. (1905 год)

В 1908 году в деревне Варзалово проживали 37 человек из них 4 детей школьного возраста (от 8 до 11 лет).
В 1920-е годы в деревне была организована коммуна «Верный путь». Согласно переписи населения СССР 1926 года:

ВАРЗОЛОВО — деревня в Куйвозовском сельсовете Ленинградского уезда, 13 хозяйств, 55 душ.

Из них: русских — 4 хозяйства, 13 душ (7 м. п. и 6 ж. п.); ингерманландцев — 4 хозяйства, 16 душ (9 м. п. и 7 ж. п.); суоми — 5 хозяйств, 26 душ (11 м. п. и 15 ж. п.).

«ВЕРНЫЙ ПУТЬ» — коммуна в Куйвозовском сельсовете, 1 хозяйство, 14 душ (9 м. п. и 5 ж. п.) непостоянного населения. (1926 год)

По административным данным 1933 года деревня называлась Варзалово и относилась к Куйвозовскому сельсовету Куйвозовского финского национального района.
До 1936 года — место компактного проживания ингерманландских финнов. В течение мая-июля 1936 года финское население деревни было выселено в восточные районы Ленинградской области. Выселение осуществлялось в Бабаевский, Боровичский, Вытегорский, Кадуйский, Ковжинский, Мошенской, Мяксинский, Пестовский, Петриневский, Пришекснинский, Устюженский, Хвойнинский, Чагодощенский, Череповецкий и Шольский районы. В настоящее время они входят в состав Вологодской и Новгородской областей.
Согласно переписи населения СССР 1939 года:

ВАРЗАЛОВО — село Куйвозовского сельсовета Парголовского района, 106 чел. (1939 год)

По данным 1966, 1973 и 1990 годов деревня Варзолово входила в состав Куйвозовского сельсовета.
В 1997 году в деревне проживали 2 человека, в 2002 году — 14 человек (русских — 72%), в 2007 году — 9.

## География
Варзолово расположено в северной части района, к северу от деревни Куйвози, на автодороге А120 (Санкт-Петербургское северное полукольцо, бывшая 41А-189 «Магистральная» (Р21 — Васкелово — А121 — А181)) в месте пересечения её автодорогой 41К-012 (Скотное — Приозерск).
Расстояние до административного центра поселения — 0,5 км.
Расстояние до ближайшей железнодорожной станции Грузино Приозерского направления Октябрьской железной дороги — 1 км. Через деревню проходит подъездной железнодорожный путь к заводу ЖБИ, расположенному в посёлке Заводской.

## Демография
| 2007 | 2010 | 2017 |
| ---- | ---- | ---- |
| 9    | ↗32  | →32  |

### Национальный состав
Согласно данным Всероссийской переписи населения 2021 года в деревне проживали 65 человек, из них:
 русские — 61, белорусы — 4 человека.

## Инфраструктура
В деревне один многоквартирный жилой дом 1940 года постройки, одноэтажный, без удобств.

## Известные уроженцы
- Элла Ояла[фин.]  (1929—2010) — финская, ингерманландская писательница и поэтесса[23]

## Улицы
Молодёжная, Центральная

## Садоводства
Крин, Ленэнергоремонт.